# Alfredo De Angelis (músico)
Alfredo de Angelis (2 de noviembre de 1912 - 31 de marzo de 1992) fue un músico de tango, que se destacó como director de orquesta, pianista, y como compositor. Muy representativo del período conocido como la edad de oro. Su orquesta fue una de las más populares del tango y la central del Glostora Tango Club, un programa de radio musical de quince minutos, que fue el más popular de la radiofonía argentina por muchos años.

## Biografía
Nació en Adrogué, provincia de Buenos Aires. Desde muy joven integró diversas orquestas, hasta que formó la suya en 1940, debutando el 20 de marzo de 1941. De Angelis se caracterizó por el estilo bailable que impuso, y fue uno de los protagonistas del resurgimiento del tango en la década del 40 y del 50. Entre los cantantes que se desempeñaron en su orquesta, se destacaron Floreal Ruiz, Carlos Dante, Julio Martel, Oscar Larroca, Juan Carlos Godoy, Roberto Florio, Roberto Mancini, Lalo Martel, Julián Rosales entre otros.
El 1 de abril de 1946 la orquesta de Alfredo de Angelis dio inicio al Glostora Tango Club por Radio El Mundo, un programa musical de quince minutos, con público en vivo, que se volvió el más popular de la radiofonía argentina manteniéndose 22 años en el aire, y en el que De Angelis se convirtió en su número principal.
Fue artista del sello Odeón entre 1943 y 1977, estableciéndose como uno de los más prolíficos intérpretes de tango ligados a esa compañía, como también lo fueron Miguel Caló, Francisco Canaro y Osvaldo Pugliese.
En 1980 retornó a la actividad discográfica grabando en Microfon y luego en CBS, aunque en 1964 registró dos larga duración para el sello colombiano Fuentes, junto a sus ex cantores Juan Carlos Godoy y Roberto Mancini.

## Principales tangos
De Angelis compuso también algunos tangos de éxito como:
- El taladro
- Pregonera
- Pastora, con letra de José Rótulo
- Qué lento corre el tren, con letra de Carmelo Volp
- Remolino, con letra de José Rótulo
- Alelí, con letra de José Rótulo
- Lo había visto a Gardel, con glosas de Pepe Biondi, interpretado por Julián Rosales

## Filmografía
Actor
- El cantor del pueblo (1951)
- Al compás de tu mentira (1950)